# ایران در بازی‌های آسیایی ۲۰۱۴
ایران یکی از شرکت‌کنندگان بازی‌های آسیایی ۲۰۱۴ در اینچئون، کره جنوبی است که از تاریخ ۱۹ سپتامبر تا ۴ اکتبر ۲۰۱۴ برگزار شد.

## شرکت‌کنندگان
| ورزش                 | مرد | زن | مجموع |
| -------------------- | --- | -- | ----- |
| شنا و ورزش‌های آبی    | ۵   |    | ۵     |
| تیراندازی با کمان    | ۴   | ۴  | ۸     |
| دو و میدانی          | ۱۸  | ۳  | ۲۱    |
| بدمینتون             | ۱   | ۱  | ۲     |
| بسکتبال              | ۱۲  |    | ۱۲    |
| بوکس                 | ۶   |    | ۶     |
| قایق‌رانی، اسلالوم    | ۲   | ۲  | ۴     |
| قایق‌رانی، آب‌های آرام | ۱۱  | ۳  | ۱۴    |
| دوچرخه‌سواری، کوهستان | ۲   |    | ۲     |
| دوچرخه‌سواری، جاده    | ۳   |    | ۳     |
| دوچرخه‌سواری، پیست    | ۹   |    | ۹     |
| شمشیربازی            | ۸   |    | ۸     |
| فوتبال               | ۲۰  |    | ۲۰    |
| ژیمناستیک            | ۵   |    | ۵     |
| هندبال               | ۱۶  |    | ۱۶    |
| جودو                 | ۵   |    | ۵     |
| کبدی                 | ۱۲  | ۱۲ | ۲۴    |
| کاراته               | ۴   | ۴  | ۸     |
| روئینگ               | ۱۷  | ۶  | ۲۳    |
| قایق‌رانی بادبانی     | ۱   |    | ۱     |
| تیراندازی            | ۱۰  | ۱۲ | ۲۲    |
| تنیس روی میز         | ۲   | ۱  | ۳     |
| تکواندو              | ۶   | ۶  | ۱۲    |
| والیبال              | ۱۲  |    | ۱۲    |
| وزنه‌برداری           | ۷   |    | ۷     |
| کشتی                 | ۱۴  |    | ۱۴    |
| ووشو                 | ۶   | ۴  | ۱۰    |
| مجموع                | ۲۱۸ | ۵۸ | ۲۷۶   |

## نتایج مدال‌ها

### جدول مدال‌ها
| ورزش              | طلا | نقره | برنز | مجموع |
| ----------------- | --- | ---- | ---- | ----- |
| کشتی              | ۶   | ۱    | ۵    | ۱۲    |
| تکواندو           | ۴   | ۲    | ۱    | ۷     |
| کاراته            | ۳   | ۰    | ۲    | ۵     |
| قایقرانی          | ۱   | ۲    | ۶    | ۹     |
| ووشو              | ۱   | ۲    | ۱    | ۴     |
| تیراندازی         | ۱   | ۲    | ۰    | ۳     |
| دوچرخه‌سواری       | ۱   | ۱    | ۱    | ۳     |
| وزنه‌برداری        | ۱   | ۱    | ۰    | ۲     |
| دو و میدانی       | ۱   | ۱    | ۰    | ۲     |
| تیراندازی با کمان | ۱   | ۰    | ۱    | ۲     |
| والیبال           | ۱   | ۰    | ۰    | ۱     |
| بوکس              | ۰   | ۲    | ۱    | ۳     |
| کبدی              | ۰   | ۲    | ۰    | ۲     |
| شمشیربازی         | ۰   | ۱    | ۰    | ۱     |
| بسکتبال           | ۰   | ۱    | ۰    | ۱     |
| مجموع             | ۲۱  | ۱۸   | ۱۸   | ۵۷    |

### مدال‌آوران
| مدال | نام                                             | ورزش              | رویداد                                 |
| ---- | ----------------------------------------------- | ----------------- | -------------------------------------- |
| طلا  | نجمه خدمتی                                      | تیراندازی         | تفنگ بادی ۱۰ متر انفرادی زنان          |
| طلا  | محسن شادی                                       | روئینگ            | روئینگ تک نفره                         |
| طلا  | محمد دانشور                                     | دوچرخه‌سواری       | دوچرخه‌سواری کیرین                      |
| طلا  | بهداد سلیمی                                     | وزنه‌برداری        | ۱۰۵+ کیلوگرم                           |
| طلا  | اسماعیل عبادی                                   | تیراندازی با کمان | کامپوند انفرادی                        |
| طلا  | محسن محمد سیفی                                  | ووشو              | ساندا ۶۵- کیلوگرم مردان                |
| طلا  | رضا یزدانی                                      | کشتی              | ۹۷ کیلوگرم آزاد                        |
| طلا  | مسعود اسماعیل‌پور                                | کشتی              | ۶۱ کیلوگرم آزاد                        |
| طلا  | میثم مصطفی جوکار                                | کشتی              | ۸۶ کیلوگرم آزاد                        |
| طلا  | پرویز هادی                                      | کشتی              | ۱۲۰ کیلوگرم آزاد                       |
| طلا  | مسعود حجی زواره                                 | تکواندو           | ۷۴ کیلوگرم مردان                       |
| طلا  | احسان حدادی                                     | دو و میدانی       | پرتاب دیسک مردان                       |
| طلا  | حبیب‌الله اخلاقی                                 | کشتی فرنگی        | ۸۰ کیلوگرم مردان                       |
| طلا  | مهدی علیاری                                     | کشتی فرنگی        | ۹۸ کیلوگرم مردان                       |
| طلا  | مهدی خدابخشی                                    | تکواندو           | ۸۰- کیلوگرم مردان                      |
| طلا  | بهنام اسبقی                                     | تکواندو           | ۶۸- کیلوگرم مردان                      |
| طلا  | سعید حسنی‌پور                                    | کاراته            | ۷۵- کیلوگرم کمیته مردان                |
| طلا  | حمیده عباسعلی                                   | کاراته            | ۶۸+ کیلوگرم کمیته زنان                 |
| طلا  | امیر مهدی‌زاده                                   | کاراته            | ۶۰- کیلوگرم کمیته مردان                |
| طلا  | فرزان عاشورزاده                                 | تکواندو           | ۵۸- کیلوگرم مردان                      |
| طلا  | تیم ملی والیبال مردان ایران                     | والیبال           |                                        |
| نقره | نرجس امامقلی‌نژاد                                | تیراندازی         | تفنگ بادی ۱۰ متر انفرادی زنان          |
| نقره | نجمه خدمتی نرجس امامقلی‌نژاد الهه احمدی          | تیراندازی         | تفنگ بادی ۱۰ متر تیمی زنان             |
| نقره | الهه منصوریان                                   | ووشو              | ساندا ۵۲- کیلوگرم زنان                 |
| نقره | حمیدرضا لادور                                   | ووشو              | ساندا ۷۵- کیلوگرم مردان                |
| نقره | کیانوش رستمی                                    | وزنه‌برداری        | دسته ۸۵ کیلوگرم                        |
| نقره | مجتبی عابدینی علی پاکدامن محمد رهبری            | شمشیربازی         | اسلحه سابر مردان                       |
| نقره | آروین معظمی گودرزی                              | دوچرخه‌سواری       | دوچرخه‌سوار جاده                        |
| نقره | لیلا رجبی                                       | دو و میدانی       | پرتاب وزنه                             |
| نقره | احمدرضا طالبیان                                 | قایق‌رانی          | کایاک تک نفره ۱۰۰۰ متر مردان           |
| نقره | سعید فضل‌اولی علی آقامیرزایی                     | قایق‌رانی          | کایاک دو نفره ۱۰۰۰ متر مردان           |
| نقره | عزت‌الله اکبری                                   | کشتی              | ۷۴ کیلوگرم آزاد                        |
| نقره | تیم ملی کبدی زنان ایران                         | کبدی              |                                        |
| نقره | تیم ملی کبدی مردان ایران                        | کبدی              |                                        |
| نقره | علی مظاهری                                      | بوکس              | ۹۱- کیلوگرم                            |
| نقره | جاسم دلاوری                                     | بوکس              | ۹۱+ کیلوگرم                            |
| نقره | اکرم خدابنده                                    | تکواندو           | ۷۳+ کیلوگرم                            |
| نقره | بسکتبال مردان                                   | بسکتبال           |                                        |
| نقره | فاطمه روحانی                                    | تکواندو           | ۷۳ کیلوگرم                             |
| برنز | سجاد عباسی امیر                                 | ووشو              | ساندا ۷۰- کیلوگرم                      |
| برنز | سولماز عباسی                                    | روئینگ            | روئینگ تک نفره                         |
| برنز | مجتبی شجاعی امیر راهنمای رونقی                  | روئینگ            | روئینگ دو نفره                         |
| برنز | حمیرا برزگر نازنین ملائی مهسا جاور سولماز عباسی | قایقرانی          | روئینگ چهارنفره جفت پاروی سبک وزن زنان |
| برنز | امیر کاظم‌پور اسماعیل عبادی مجید قیدی            | تیراندازی با کمان | کامپوند تیمی مردان                     |
| برنز | حسین عسکری                                      | دوچرخه‌سواری       | تایم تریل انفرادی                      |
| برنز | آرزو حکیمی                                      | قایق‌رانی          | کایاک تک نفره ۲۰۰ متر زنان             |
| برنز | عادل مجللی                                      | قایق‌رانی          | کانوی تک نفره ۲۰۰ متر مردان            |
| برنز | سوسن حاجی‌پور                                    | تکواندو           | ۵۳ کیلوگرم زنان                        |
| برنز | سعید عبدولی                                     | کشتی فرنگی        | ۷۱ کیلوگرم مردان                       |
| برنز | افشین بیابانگرد                                 | کشتی فرنگی        | ۶۶ کیلوگرم مردان                       |
| برنز | پیام بویری                                      | کشتی فرنگی        | ۷۵ کیلوگرم مردان                       |
| برنز | بشیر باباجان‌زاده                                | کشتی فرنگی        | ۱۳۰ کیلوگرم مردان                      |
| برنز | مجتبی کریم‌فر                                    | کشتی فرنگی        | ۸۵ کیلوگرم مردان                       |
| برنز | سونیا گماری                                     | قایق‌رانی          | کانو تک نفره اسلالوم                   |
| برنز | احسان روزبهانی                                  | بوکس              | ۸۱ کیلوگرم                             |
| برنز | فاطمه چالاکی                                    | کاراته            | ۶۱- کیلوگرم                            |
| برنز | نسرین دوستی                                     | کاراته            | ۵۰- کیلوگرم                            |

## نتایج

### شنا
- جمال چاووشی‌فر (۱۰۰ متر کرال پشت): رتبه هفتم گروه ۲ (۵۸ ثانیه و ۲۳ صدم ثانیه) - شکستن رکورد ملی ایران (یک ثانیه کاهش)
- جمال چاووشی‌فر (۵۰ متر کرال پشت): رتبه چهارم گروه ۲ (۲۶ ثانیه و ۷۷ صدم ثانیه)
- احمدرضا جلالی (۵۰ متر آزاد): حذف در مرحله مقدماتی - رتبه ۶ گروه ۵ (۲۳ ثانیه و ۷۴ صدم ثانیه)
- آرشام میرزایی (۵۰ متر آزاد): حذف در مرحله مقدماتی - رتبه ۷ گروه ۶ (۲۳ ثانیه و ۹۱ صدم ثانیه)
- آریا نسیمی‌شاد (۲۰۰ متر قورباغه): حذف در مرحله مقدماتی - رتبه ۶ گروه ۳ (۳ دقیقه و ۲۰ ثانیه و ۳ صدم ثانیه)
- مهدی انصاری (۲۰۰ متر قورباغه): حذف در مرحله مقدماتی - رتبه ۶ گروه ۲ (۲ دقیقه و ۲۳ ثانیه و ۱۲ صدم ثانیه)
- ۴ در ۱۰۰ متر مختلط (جمال چاووشی‌فر، احمدرضا جلالی، مهدی انصاری و آرشام میرزایی): رتبه نهم (۳ دقیقه و ۲۹ ثانیه و ۶۵ صدم ثانیه)
- مهدی انصاری (۱۰۰ متر پروانه): حذف در مرحله مقدماتی - رتبه ۶ گروه ۱ (۵۷ ثانیه و ۱۸ صدم ثانیه)
- آریا نسیمی‌شاد (۱۰۰ متر قورباغه): حذف در مرحله مقدماتی - رتبه ۸ گروه ۲ (۱ دقیقه و ۲ ثانیه و ۲ صدم ثانیه)
- مهدی انصاری (۵۰ متر پروانه): حذف در مرحله مقدماتی - رتبه ۶ گروه ۱ (۲۵ ثانیه و ۸۶ صدم ثانیه)
- احمدرضا جلالی (۱۰۰ متر کرال سینه): حذف در مرحله مقدماتی - رتبه ۲ گروه ۲ (۵۲ ثانیه و ۶۹ صدم ثانیه)
- آرشام میرزایی (۱۰۰ متر کرال سینه): حذف در مرحله مقدماتی - رتبه ۳ گروه ۲ (۵۳ ثانیه و ۱۴ صدم ثانیه)
- آریا نسیمی‌شاد (۵۰ متر قورباغه): حذف در مرحله مقدماتی - رتبه ۷ گروه ۲ (۳۱ ثانیه و ۶ صدم ثانیه)
- ۴ در ۱۰۰ متر تیمی (جمال چاووشی‌فر، آریا نسیمی‌شاد، احمدرضا جلالی و آرشام میرزایی): حذف در مرحله مقدماتی - رتبه ۴ گروه ۱ (۳ دقیقه و ۵۲ ثانیه و ۲۵ صدم ثانیه)

### تیراندازی با کمان
- اسماعیل عبادی (کامپوند انفرادی مردان): صعود به مرحله حذفی
- امیر کاظم‌پور (کامپوند انفرادی مردان): صعود به مرحله حذفی
- مجید قیدی (کامپوند انفرادی مردان): رتبه ۱۵ مرحله مقدماتی (۶۹۱ امتیاز)
- مجید کیان‌نژاد (کامپوند انفرادی مردان): رتبه ۱۸ مرحله مقدماتی (۶۸۹ امتیاز)
- مریم رنجبر (کامپوند انفرادی زنان): رتبه ۱۹ مرحله مقدماتی (۶۷۴ امتیاز)
- مینو عابدی (کامپوند انفرادی زنان): رتبه ۳۱ مرحله مقدماتی (۶۵۶ امتیاز)
- سکینه قاسم‌پور (کامپوند انفرادی زنان): حذف در مرحله یک هشتم نهایی
- شبنم سرلک (کامپوند انفرادی زنان): حذف در مرحله یک چهارم نهایی
- کامپوند تیمی زنان (سکینه قاسم‌پور، مریم رنجبر و شبنم سرلک): حذف در مرحله نیمه نهایی
- کامپوند تیمی مردان (اسماعیل عبادی، امیر کاظم‌پور و مجید قیدی): حذف در مرحله نیمه نهایی
- امیر کاظم‌پور (کامپوند انفرادی مردان): حذف در مرحله یک چهارم نهایی
- اسماعیل عبادی (کامپوند انفرادی مردان): مدال طلا
- کامپوند تیمی مردان(مجید قیدی، مجید قیدی و اسماعیل عبادی): مدال برنز
- کامپوند تیمی مردان (سکینه قاسم‌پور، مریم رنجبر و شبنم سرلک): رتبه چهارم

### دو و میدانی
| ورزشکار                                               | رویداد           | مرحله ۱ | مرحله ۱ | مرحله ۱ | نیمه نهایی | نیمه نهایی | نیمه نهایی | فینال | فینال |
| ورزشکار                                               | رویداد           | گروه    | زمان    | رتبه    | گروه       | زمان       | رتبه       | زمان  | رتبه  |
| ----------------------------------------------------- | ---------------- | ------- | ------- | ------- | ---------- | ---------- | ---------- | ----- | ----- |
| حسن تفتیان                                            | ۱۰۰ متر          | ۴       | ۱۰٫۴۱   | ۳ ص     | ۱          | ۱۰٫۳۴      | ۴          | حذف   | حذف   |
| ۲۰۰ متر                                               | ۴                | ۲۱٫۳۹   | ۲ص      | ۳       | ۲۱٫۴۹      | ۲ص         | ۲۱٫۲۴      | ۸     |       |
| رضا قاسمی                                             | ۱۰۰ متر          | ۳       | ۱۰٫۳۳   | ۳ ص     | ۲          | ۱۰٫۳۰      | ۴ ص        | ۱۰٫۲۵ | ۵     |
| محمدحسین ابارقی                                       | ۲۰۰ متر          | ۲       | ۲۰٫۸۹   | ۳ص      | ۳          | ۲۱٫۳۳      | ۳ص         | ۲۱٫۰۷ | ۶     |
| مهدی زمانی احسان طهماسبی سجاد هاشمی آهنگری هادی رحیمی | ۴×۴۰۰ متر امدادی | ۲       | خطا     | حذف     |            |            |            |       |       |

| ورزشکار           | رویداد     | مقدمانی | مقدمانی | فینال    | فینال |
| ورزشکار           | رویداد     | نتیجه   | رتبه    | نتیجه    | رتبه  |
| ----------------- | ---------- | ------- | ------- | -------- | ----- |
| کیوان قنبرزاده    | پرش ارتفاع |         |         | خطا      | -     |
| محمدرضا وظیفه‌دوست | پرش ارتفاع |         |         | ۲٫۲۰ متر | ۶     |
| محمد ارزنده       | پرش طول    |         |         | ۷٫۵۶     | ۶     |
| امین نیک‌فر        | پرتاب وزنه |         |         | ۱۹٫۰۲    | ۴     |
| احسان حدادی       | پرتاب دیسک |         |         | ۶۵٫۱۱    | طلا   |
| محمد صمیمی        | پرتاب دیسک |         |         | ۶۰٫۳۷    | ۴     |
| کاوه موسوی        | پرتاب چکش  | خطا     | حذف     |          |       |
| رضا مقدم          | پرتاب چکش  | خطا     | حذف     |          |       |

| ورزشکار      | رویداد | دو ۱۰۰ متر | پرش طول  | پرتاب وزنه | پرش ارتفاع | دو ۴۰۰ متر | دو ۱۱۰ متر با مانع | پرتاب دیسک | پرش با نیزه | پرتاب نیزه | دو ۱۵۰۰ متر | مجموع | رتبه |
| ------------ | ------ | ---------- | -------- | ---------- | ---------- | ---------- | ------------------ | ---------- | ----------- | ---------- | ----------- | ----- | ---- |
| هادی سپهرزاد | ده‌گانه | ۱۱٫۱۴ ۸۳۰  | ۶٫۷۵ ۷۵۵ | ۱۵٫۷۸ ۸۳۸  | ۱٫۹۰ ۷۱۴   | ۵۰٫۸۵ ۷۷۶  | ۱۴٫۹۵ ۸۵۶          | ۵۰٫۸۸ ۸۸۹  | ۴٫۴۰ ۷۳۱    | ۵۴٫۳۵ ۶۵۳  | ۵:۰۵٫۳۰ ۵۳۰ | ۷۵۷۲  | ۵    |

زنان
| ورزشکار   | رویداد  | مرحله ۱ | مرحله ۱ | مرحله ۱ | نیمه نهایی | نیمه نهایی | نیمه نهایی | فینال | فینال |
| ورزشکار   | رویداد  | گروه    | زمان    | رتبه    | گروه       | زمان       | رتبه       | زمان  | رتبه  |
| --------- | ------- | ------- | ------- | ------- | ---------- | ---------- | ---------- | ----- | ----- |
| مریم طوسی | ۱۰۰ متر | ۲       | ۱۱٫۷۰   | ۳       |            |            |            | ۱۱٫۷۳ | ۷     |
| مریم طوسی | ۲۰۰ متر | ۱       | ۲۳٫۶۶   | ۲ص      |            |            |            | ۲۳٫۶۴ | ۵     |

| ورزشکار   | رویداد     | نتیجه     | رتبه |
| --------- | ---------- | --------- | ---- |
| لیلا رجبی | پرتاب وزنه | ۱۷٫۸۰ متر | 2    |

| ورزشکار     | رویداد  | دو ۱۰۰ متر بامانع | پرش ارتفاع | پرتاب وزنه | دو ۲۰۰ متر | پرش طول  | پرتاب نیزه | دو ۸۰۰ متر  | مجموع       | رتبه |
| ----------- | ------- | ----------------- | ---------- | ---------- | ---------- | -------- | ---------- | ----------- | ----------- | ---- |
| سپیده توکلی | هفت‌گانه | ۱۴٫۸۷ ۸۵۹         | ۱٫۸۳ ۱۰۱۶  | ۱۲٫۶۲ ۷۰۲  | ۲۶٫۵۰ ۷۵۴  | ۴٫۰۴ ۳۱۷ | ۳۹٫۳۲ ۶۵۴  | ۲:۲۵٫۴۸ ۷۵۱ | ۵۰۵۳ امتیاز | ۶    |

### بدمینتون
- سروش اسکندری (تک نفره): حذف در مرحله یک سی و دوم نهایی
- ثریا آقایی (تک نفره):: حذف در مرحله یک شانزدهم نهایی

### بسکتبال
مردان
| ترکیب | مرحله گروهی (گروه E) | مرحله گروهی (گروه E) | یک چهارم نهایی                                         | نیمه نهایی           | فینال                  | رتبه |
| ترکیب | بازی اول             | بازی دوم             | یک چهارم نهایی                                         | نیمه نهایی           | فینال                  | رتبه |
| --- | -------------------- | -------------------- | ------------------------------------------------------ | -------------------- | ---------------------- | ---- |
| روزبه ارغوان سجاد مشایخی بهنام یخچالی مهدی کامرانی آرمان زنگنه اوشین ساهاکیان حامد آفاق فرید اصلانی محمد جمشیدی اصغر کاردوست صمد نیکخواه بهرامی حامد حدادی سرمربی: ممی بچیرویچ | هند · برد ۷۶-۴۱      | فیلیپین · برد ۶۸-۶۳  | ژاپن · برد ۸۲-۵۹ مغولستان · برد ۱۰۷-۶۹ چین · برد ۷۵-۶۷ | قزاقستان · برد ۸۰-۷۸ | کرهٔ جنوبی · شکست ۷۷-۷۹ | 2    |

### بوکس
| ورزشکار        | رویداد      | یک شانزدهم نهایی         | یک هشتم نهایی               | یک چهارم نهایی              | نیمه نهایی                    | فینال                     | رتبه |
| -------------- | ----------- | ------------------------ | --------------------------- | --------------------------- | ----------------------------- | ------------------------- | ---- |
| فروتن گل‌آرا    | ۶۰ کیلوگرم  | آردای (THA) · شکست ۱ - ۲ | حذف                         | حذف                         | حذف                           | حذف                       | حذف  |
| امین قاسمی‌پور  | ۶۹ کیلوگرم  | استراحت                  | فقیهی (KSA) · برد ۳-۰       | هودایبردیف (TKM) · شکست ۰-۳ | حذف                           | حذف                       | حذف  |
| سجاد محرابی    | ۷۵ کیلوگرم  | استراحت                  | اسلام ارشید (PLE) · برد ۳-۰ | آلیمخانولی (KAZ)شکست ۰-۳    | حذف                           | حذف                       | حذف  |
| احسان روزبهانی | ۸۱ کیلوگرم  | استراحت                  | نوربو (BHU) · برد ۳ - ۰     | کولدپ (IND) · برد ۳-۰       | نیازیمبتوف (KAZ) · شکست ۱ - ۲ | حذف                       | 3    |
| علی مظاهری     | ۹۱ کیلوگرم  | استراحت                  | استراحت                     | دایوی (MGL) · برد ۳-۰       | المطبولی (JOR) · برد ۳-۰      | پینچوک (KAZ) · شکست ۰ - ۳ | 2    |
| جاسم دلاوری    | ۹۱+ کیلوگرم | استراحت                  | گو (CHN) · برد ۳ - ۰        | کیم (KOR) · برد ۲ - ۱       | عبدولائف (UZB) · برد ۲-۱      | دیچکو (KAZ) · شکست ۰ - ۳  | 2    |

### قایق‌رانی

#### اسالالوم
- محمدصدیق حشمتیان (کایاک انفرادی مردان): حذف در مرحله یک چهارم نهایی (۱ دقیقه و ۷ ثانیه و ۴۵ صدم ثانیه)
- امیرمحمد فتاح‌پور (کانو انفرادی مردان): حذف در مرحله یک شانزدهم نهایی
- شقایق سیدیوسفی (کایاک انفرادی زنان): رتبه چهارم (۱ دقیقه و ۱۶ ثانیه و ۴۴ صدم ثانیه)
- سونیا گماری (کانو انفرادی زنان): مدال برنز (۱ دقیقه و ۲۷ ثانیه و ۳۶ صدم ثانیه)

#### آب‌های آرام
- احمدرضا طالبیان (کایاک ۱۰۰۰ متر تک نفره مردان): مدال نقره (سه دقیقه و ۴۴ ثانیه و ۱۵۵ هزارم ثانیه)
- شاهو ناصری (کانو ۱۰۰۰ متر مردان): رتبه پنجم (۴ دقیقه و ۱۲ ثانیه و ۸۵۷ هزارم ثانیه)
- کانو ۱۰۰۰ متر دو نفره مردان (پژمان دیوسالاری و سید کیا اسکندانی): رتبه هفتم (۴ دقیقه و ۹ ثانیه و ۲۰ صدم ثانیه)
- کایاک ۱۰۰۰ متر دو نفره مردان (علی آقامیرزایی و سعید فضل‌اولی): مدال نقره (۳ دقیقه و ۲۳ ثانیه و ۵۹ صدم ثانیه)
- آرزو حکیمی (کایاک ۵۰۰ متر تک نفره زنان): رتبه چهارم (یک دقیقه و ۵۵ ثانیه و ۱۲۲ هزارم ثانیه)
- کایاک ۱۰۰۰ متر ۴ نفره مردان (احمدرضا طالبیان، حمیدرضا ترکی، فرزین اسدی و امین بوداغی): رتبه چهارم (سه دقیقه و ۶ ثانیه و ۷ صدم ثانیه)
- آرزو حکیمی (کایاک ۲۰۰ متر تک نفره زنان): مدال بزنز (۴۱ ثانیه و ۸۰۷ هزارم ثانیه)
- علیرضا علی‌محمدی (کایاک ۲۰۰ متر تک نفره مردان): رتبه چهارم (۳۶ ثانیه و ۸۰۹ هزارم ثانیه)
- عادل مجللی (کانوی ۲۰۰ متر تک نفره مردان): مدال برنز (۳۹ ثانیه و ۶۶۹ هزارم ثانیه)
- کایاک ۲۰۰ متر دو نفره مردان (سعید فضل‌اولی و علیرضا علی‌محمدی): رتبه ششم (۳۳ ثانیه و ۳۰۶ هزارم ثانیه)
- کایاک ۵۰۰ متر دو نفره زنان (مینا عبداللهی و هدیه کاظمی): رتبه هشتم (یک دقیقه و ۵۲ ثانیه و ۸۷۰ هزارم ثانیه)

### دوچرخه‌سواری

#### کوهستان
- فراز شکری (دوچرخه‌سواری کوهستان): رتبه نهم (یک ساعت و ۵۲ دقیقه و ۱۲ ثانیه)
- پرویز مردانی (دوچرخه‌سواری کوهستان): رتبه دهم (یک ساعت و ۵۲ دقیقه و ۳۵ ثانیه)

#### جاده
- حسین عسکری (تایم تریل انفرادی): مدال برنز (۵۱ دقیقه و ۱۹ ثانیه و ۷۷ صدم ثانیه)
- آروین معظمی گودرزی (استقامت جاده): مدال نقره (۴ ساعت و ۷ دقیقه و ۵۲ ثانیه)

#### پیست
- اسپرینت تیمی (محمود پراش، حسنعلی ورپشتی و فرزین عرب): رتبه چهارم
- ماده ۴ کیلومتر تعقیبی تیمی (بهنام آرین، علی خادمی، حمید بیک خورمیزی و محمد رجبلو): رده هفتم
- نیمه استقامت تیمی (بهنام آرین، علی خادمی، حمید بیک خورمیزی و محمد رجبلو): رتبه هشتم
- محمد دانشور (اسپرینت انفرادی): رتبه ۱۱
- حسین ناطقی (اومنیوم انفرادی ماده اسکرچ ۱۵ کیلومتر): رده ششم
- حسین ناطقی (اومنیوم انفرادی ماده ۴ کیلومتر تعقیبی): رده هفتم (۴ دقیقه و ۴۱ ثانیه و ۱۳۵ هزارم ثانیه)
- حسین ناطقی (اومنیوم): رتبه ششم
- حسین ناطقی (اومنیوم یک کیلومتر تایم تریل): رتبه هشتم (۱ دقیقه و ۸ ثانیه و ۳۲۹ هزارم ثانیه)
- حسین ناطقی (اومنیوم ۴۰ کیلومتر امتیازی): رتبه پنجم (۵۶ امتیاز)
- حسین ناطقی (اومنیوم ۳۳۰ متر سریع): رتبه هفتم (۱۹ ثانیه و ۴۳۴ هزارم ثانیه)
- حسنعلی ورپشتی (اسپرینت): رتبه ششم
- محمود پراش (کایرین): رتبه ۱۰
- محمد دانشور (کایرین): مدال طلا

### شمشیربازی
- علی یعقوبیان (اپه): حذف در مرحله مقدماتی
- محمد رضایی (اپه): حذف در مرحله یک شانزدهم نهایی
- مجتبی عابدینی (سابر): حذف در مرحله یک چهارم نهایی
- سید علی پاکدامن اسماعیل‌زاده (سابر): حذف در مرحله یک چهارم نهایی
- تیم اپه (محمد رضایی، طاهر عاشوری، علی یعقوبیان و صادق عابدی): حذف در مرحله یک چهارم نهایی
- تیم سابر: مجتبی عابدینی، فرزاد باهرارسباران، علی پاکدامن و محمد رهبری: مدال نقره

### فوتبال
فوتبال در بازی‌های آسیایی ۲۰۱۴
| ترکیب | مرحله گروهی (گروه H) | مرحله گروهی (گروه H) | یک چهارم نهایی | نیمه نهایی | فینال | رتبه               |
| ترکیب | بازی اول             | بازی دوم             | یک چهارم نهایی | نیمه نهایی | فینال | رتبه               |
| --- | -------------------- | -------------------- | -------------- | ---------- | ----- | ------------------ |
| حجت صادقی محمدرضا اخباری محمد ناصری محمدرضا خانزاده شهریار شیروند روزبه چشمی وحید حیدریه یوسف وکیا حسین کنعانی محمد دانشگر محسن مسلمان یعقوب کریمی مرتضی پورعلی‌گنجی آرش رضاوند مهدی مهدی‌پور احسان پهلوان فرشید اسماعیلی علی کریمی کاوه رضایی مهدی شریفی | ویتنام شکست ۱–۴      | قرقیزستان مساوی ۱–۱  |                |            |       | حذف در مرحله گروهی |

### ژیمناستیک
- بخش تیمی ژیمناستیک هنری (هادی خناری‌نژاد، سعیدرضا کیخواه، ایمان خاموشی، محمدرضا حمیدی و محمد رمضان‌پور) رده هشتم (۳۱۹٫۵۰۰ امتیاز)
- محمد رمضان‌پور (قهرمان قهرمانان): رتبه ۱۶ (۷۸٫۵۷۵امتیاز)
- رضا کیخا (خرک حلقه): رتبه ۸
- هادی خناری‌نژاد (دار حلفه): رتبه ۸

### هندبال
- امین کاظمی
- محمدرضا رجبی
- مهرداد صمصامی
- شاهو نصرتی
- امید سه‌کناری
- ایمان احسان‌نژاد
- سید علیرضا موسوی
- سعید پورقاسمی
- پویا نوروزی
- مهدی موسوی
- سعید حیدری‌راد
- سلامان بربط
- محسن باباصفری
- مجتبی کرمیان
- عباس اسدزاده
- احسان ابوئی

گروه B
| تیم     | بازی | برد | تساوی | باخت | گل‌زده | گل‌خورده | تفاضل گل | امتیاز |
| ------- | ---- | --- | ----- | ---- | ----- | ------- | -------- | ------ |
| ایران   | ۲    | ۲   | ۰     | ۰    | ۷۰    | ۳۵      | +۳۵      | ۴      |
| کویت    | ۲    | ۱   | ۰     | ۱    | ۶۵    | ۴۹      | +۱۶      | ۲      |
| هنگ کنگ | ۲    | ۰   | ۰     | ۲    | ۳۰    | ۸۱      | -۵۱      | ۰      |

| سپتامبر ۲۱ ۱۲:۰۰ | هنگ کنگ | ۱۰ - ۴۱ | ایران | Seonhak Handball Gymnasium, اینچئون |
| سپتامبر ۲۱ ۱۲:۰۰ | (۷-۲۲)  |         |       | Seonhak Handball Gymnasium, اینچئون |
| سپتامبر ۲۱ ۱۲:۰۰ |         |         |       | Seonhak Handball Gymnasium, اینچئون |

| سپتامبر ۲۲ ۱۰:۰۰ | ایران   | ۲۹ - ۲۵ | کویت | Seonhak Handball Gymnasium, اینچئون |
| سپتامبر ۲۲ ۱۰:۰۰ | (۱۵-۱۶) |         |      | Seonhak Handball Gymnasium, اینچئون |
| سپتامبر ۲۲ ۱۰:۰۰ |         |         |      | Seonhak Handball Gymnasium, اینچئون |

گروه اصلی ۲
| تیم           | بازی | برد | تساوی | باخت | گل‌زده | گل‌خورده | تفاضل گل | امتیاز |
| ------------- | ---- | --- | ----- | ---- | ----- | ------- | -------- | ------ |
| کرهٔ جنوبی     | ۳    | ۳   | ۰     | ۰    | ۷۷    | ۶۳      | ۱۴+      | ۶      |
| ایران         | ۳    | ۱   | ۰     | ۲    | ۷۲    | ۷۲      | ۰        | ۲      |
| عمان          | ۳    | ۱   | ۰     | ۲    | ۷۹    | ۸۶      | ۷-       | ۲      |
| عربستان سعودی | ۳    | ۱   | ۰     | ۲    | ۷۰    | ۷۷      | ۷-       | ۲      |

| سپتامبر ۲۴ ۱۸:۰۰ | عمان    | ۲۵-۲۶ | ایران | سالن هندبال سئونهاک، اینچئون |
| سپتامبر ۲۴ ۱۸:۰۰ | (۱۱-۱۴) |       |       | سالن هندبال سئونهاک، اینچئون |
| سپتامبر ۲۴ ۱۸:۰۰ |         |       |       | سالن هندبال سئونهاک، اینچئون |

| سپتامبر ۲۵ ۱۶:۰۰ | ایران   | ۲۵-۲۱ | کرهٔ جنوبی | سالن هندبال سئونهاک، اینچئون |
| سپتامبر ۲۵ ۱۶:۰۰ | (۱۱-۱۱) |       |           | سالن هندبال سئونهاک، اینچئون |
| سپتامبر ۲۵ ۱۶:۰۰ |         |       |           | سالن هندبال سئونهاک، اینچئون |

| سپتامبر ۲۶ ۱۸:۰۰ | عربستان سعودی | ۲۶-۲۱ | ایران | سالن هندبال سئونهاک، اینچئون |
| سپتامبر ۲۶ ۱۸:۰۰ | (۱۲-۱۱)       |       |       | سالن هندبال سئونهاک، اینچئون |
| سپتامبر ۲۶ ۱۸:۰۰ |               |       |       | سالن هندبال سئونهاک، اینچئون |

نیمه نهایی
| ۲۹ سپتامبر ۱۶:۰۰ | قطر     | ۲۱-۲۹ | ایران | سالن هندبال سئونهاک، اینچئون |
| ۲۹ سپتامبر ۱۶:۰۰ | (۱۰-۱۳) |       |       | سالن هندبال سئونهاک، اینچئون |
| ۲۹ سپتامبر ۱۶:۰۰ |         |       |       | سالن هندبال سئونهاک، اینچئون |

رده‌بندی
| ۲ اکتبر ۱۶:۰۰ | ایران   | ۲۸-۲۵ | بحرین | سالن هندبال سئونهاک، اینچئون |
| ۲ اکتبر ۱۶:۰۰ | (۱۲-۱۳) |       |       | سالن هندبال سئونهاک، اینچئون |
| ۲ اکتبر ۱۶:۰۰ |         |       |       | سالن هندبال سئونهاک، اینچئون |

### جودو
- احسان بهرامیان (۶۰- کیلوگرم): حذف در مرحله یک شانزدهم نهایی
- سعید مولایی (۷۳- کیلوگرم): حذف در مرحله یک شانزدهم نهایی
- امیر قاسمی‌نژاد (۸۱- کیلوگرم): حذف در مرحله شانس مجدد برای مدال برنز
- محمد جمالی (۹۰- کیلوگرم): رده پنجم
- جواد محجوب (۱۰۰- کیلوگرم): رتبه پنجم
- بخش تیمی: رتبه پنجم

### کبدی
مردان
| - میثم عباسی - فاضل اتراچالی - میثم قجر محمدآبادی - رضا کمالی - غلامعباس کروکی - ابوالفضل مقصودلو | - محمد مقصودلو - مهدی موسوی - هادی اشترک - فرهاد رحیمی - معراج شیخ - هادی تاجیک |

گروه B
| تیم       | بازی | برد | تساوی | باخت | PF  | PA  | PD  | امتیاز |
| --------- | ---- | --- | ----- | ---- | --- | --- | --- | ------ |
| ایران     | ۳    | ۳   | ۰     | ۰    | ۱۵۰ | ۶۵  | ۸۵  | ۶      |
| کرهٔ جنوبی | ۳    | ۲   | ۰     | ۱    | ۱۰۴ | ۹۰  | ۱۴  | ۴      |
| مالزی     | ۳    | ۱   | ۰     | ۲    | ۷۷  | ۱۱۵ | -۳۸ | ۲      |
| ژاپن      | ۳    | ۰   | ۰     | ۳    | ۵۷  | ۱۲۰ | -۶۳ | ۰      |

| ۲۸ سپتامبر ۱۶:۰۰ | ایران  | ۵۶ -۲۲ | مالزی | سالن ورزشی دانشگاه سراسری سونگدو، اینچئون |
| ۲۸ سپتامبر ۱۶:۰۰ | (۲۰-۸) |        |       | سالن ورزشی دانشگاه سراسری سونگدو، اینچئون |
| ۲۸ سپتامبر ۱۶:۰۰ |        |        |       | سالن ورزشی دانشگاه سراسری سونگدو، اینچئون |

| ۳۰ سپتامبر ۱۴:۰۰ | ایران  | ۴۱-۲۲ | کرهٔ جنوبی | سالن ورزشی دانشگاه سراسری سونگدو، اینچئون |
| ۳۰ سپتامبر ۱۴:۰۰ | (۱۴-۸) |       |           | سالن ورزشی دانشگاه سراسری سونگدو، اینچئون |
| ۳۰ سپتامبر ۱۴:۰۰ |        |       |           | سالن ورزشی دانشگاه سراسری سونگدو، اینچئون |

| ۱ اکتبر ۱۵:۰۰ | ایران  | ۵۳-۲۱ | ژاپن | سالن ورزشی دانشگاه سراسری سونگدو، اینچئون |
| ۱ اکتبر ۱۵:۰۰ | (۲۳-۷) |       |      | سالن ورزشی دانشگاه سراسری سونگدو، اینچئون |
| ۱ اکتبر ۱۵:۰۰ |        |       |      | سالن ورزشی دانشگاه سراسری سونگدو، اینچئون |

نیمه نهایی
| ۲ اکتبر ۱۴:۰۰ | پاکستان | ۲۵-۱۴ | ایران | سالن ورزشی دانشگاه سراسری سونگدو، اینچئون |
| ۲ اکتبر ۱۴:۰۰ | (۹-۹)   |       |       | سالن ورزشی دانشگاه سراسری سونگدو، اینچئون |
| ۲ اکتبر ۱۴:۰۰ |         |       |       | سالن ورزشی دانشگاه سراسری سونگدو، اینچئون |

فینال
| ۳ اکتبر ۱۲:۳۰ | ایران   | ۲۷-۲۵ | هند | سالن ورزشی دانشگاه سراسری سونگدو، اینچئون |
| ۳ اکتبر ۱۲:۳۰ | (۱۳-۲۱) |       |     | سالن ورزشی دانشگاه سراسری سونگدو، اینچئون |
| ۳ اکتبر ۱۲:۳۰ |         |       |     | سالن ورزشی دانشگاه سراسری سونگدو، اینچئون |

زنان
| - سلیمه عبدالله‌بخش - هنگامه بورقانی فراهانی - مرضیه عشقی - سحر ایلات - صدیقه جعفری - سعیده جعفری | - غزال خلج - زهرا معصوم‌آبادی - ملیجه میری - طاهره تیرگر - مژگان زارع - فریده ظریف‌دوست |

گروه B
| تیم    | بازی | برد | تساوی | باخت | PF  | PA | PD  | امتیاز |
| ------ | ---- | --- | ----- | ---- | --- | -- | --- | ------ |
| ایران  | ۳    | ۳   | ۰     | ۰    | ۱۰۴ | ۶۷ | ۴۷  | ۶      |
| تایلند | ۳    | ۲   | ۰     | ۱    | ۹۰  | ۷۸ | ۱۲  | ۴      |
| ژاپن   | ۲    | ۰   | ۰     | ۲    | ۴۱  | ۵۴ | -۱۳ | ۰      |
| تایوان | ۲    | ۰   | ۰     | ۲    | ۴۲  | ۸۸ | -۴۶ | ۰      |

| ۲۸ سپتامبر ۱۱:۰۰ | ایران   | ۳۴-۲۳ | ژاپن | سالن ورزشی دانشگاه سراسری سونگدو، اینچئون |
| ۲۸ سپتامبر ۱۱:۰۰ | (۱۷-۱۲) |       |      | سالن ورزشی دانشگاه سراسری سونگدو، اینچئون |
| ۲۸ سپتامبر ۱۱:۰۰ |         |       |      | سالن ورزشی دانشگاه سراسری سونگدو، اینچئون |

| ۳۰ سپتامبر ۱۰:۰۰ | ایران   | ۴۳-۱۹ | تایوان | سالن ورزشی دانشگاه سراسری سونگدو، اینچئون |
| ۳۰ سپتامبر ۱۰:۰۰ | (۲۶-۱۱) |       |        | سالن ورزشی دانشگاه سراسری سونگدو، اینچئون |
| ۳۰ سپتامبر ۱۰:۰۰ |         |       |        | سالن ورزشی دانشگاه سراسری سونگدو، اینچئون |

| ۱ اکتبر ۱۰:۰۰ | تایلند | ۲۵-۳۷ | ایران | سالن ورزشی دانشگاه سراسری سونگدو، اینچئون |
| ۱ اکتبر ۱۰:۰۰ | (۷-۱۵) |       |       | سالن ورزشی دانشگاه سراسری سونگدو، اینچئون |
| ۱ اکتبر ۱۰:۰۰ |        |       |       | سالن ورزشی دانشگاه سراسری سونگدو، اینچئون |

نیمه نهایی
| ۲ اکتبر ۱۶:۰۰ | بنگلادش | ۴۰-۱۵ | ایران | سالن ورزشی دانشگاه سراسری سونگدو، اینچئون |
| ۲ اکتبر ۱۶:۰۰ | (۲۵-۲)  |       |       | سالن ورزشی دانشگاه سراسری سونگدو، اینچئون |
| ۲ اکتبر ۱۶:۰۰ |         |       |       | سالن ورزشی دانشگاه سراسری سونگدو، اینچئون |

فینال
| ۳ اکتبر ۱۰:۰۰ | ایران   | ۳۱-۲۱ | هند | سالن ورزشی دانشگاه سراسری سونگدو، اینچئون |
| ۳ اکتبر ۱۰:۰۰ | (۱۵-۱۱) |       |     | سالن ورزشی دانشگاه سراسری سونگدو، اینچئون |
| ۳ اکتبر ۱۰:۰۰ |         |       |     | سالن ورزشی دانشگاه سراسری سونگدو، اینچئون |

### کاراته
مردان
| ورزشکار       | رویداد         | یک هشتم نهایی                | یک چهارم نهایی          | نیمه نهایی                | فینال                         | رتبه                          |
| ------------- | -------------- | ---------------------------- | ----------------------- | ------------------------- | ----------------------------- | ----------------------------- |
| امیر مهدی‌زاده | کمیته ۶۰- کیلو | داولاتوف (TJK) · برد ۸–۰     | وانگ (CHN) · برد ۱۱–۴   | لی (KOR) · برد ۳–۲        | المصطفی (JOR) · برد ۶–۳       | 1                             |
| حسین سمندر    | کمیته ۶۷- کیلو | علی (KUW) · شکست ۳ - ۳ · خطا | حذف                     | حذف                       | حذف                           | حذف                           |
| سعید حسنی‌پور  | کمیته ۷۵- کیلو | زوخیدف (UZB) · برد ۴–۲       | دین‌هو (VIE) · برد ۱۰–۲  | العطیبی (KSA) · برد ۵–۲   | لی کا (HKG) · برد ۲–۰         | 1                             |
| سجاد گنج‌زاده  | کمیته ۸۴+ کیلو | پنگ (CHN) · برد ۷–۱          | المولا (UAE) · برد ۱۱–۴ | کاگاوا (JPN) · شکست ۰ - ۸ | حذف از مسابقات به دلیل اعتراض | حذف از مسابقات به دلیل اعتراض |

زنان
| ورزشکار       | رویداد         | یک هشتم نهایی          | یک چهارم نهایی              | نیمه نهایی                  | فینال               | رتبه |
| ------------- | -------------- | ---------------------- | --------------------------- | --------------------------- | ------------------- | ---- |
| نسرین دوستی   | استراحت        | کانگ (PRK) · برد ۸ - ۰ | سوکاتندل (INA) · برد ۴ - ۳  | خوپوتس (UZB) · شکست ۰ - ۴   |                     | 3    |
| فاطمه چالاکی  | کمیته ۶۱- کیلو | لی (HKG) · برد ۳ - ۰   | میرزائوا (UZB) · شکست ۲ - ۴ |                             |                     | 3    |
| پگاه زنگنه    | کمیته ۶۸- کیلو | کلثوم (PAK) · برد ۱–۰  | گافورووا (KAZ) · شکست ۲ - ۵ |                             |                     | ۴    |
| حمیده عباسعلی | کمیته ۶۸+ کیلو |                        | پریرا (MAC) · برد ۵–۱       | پوسپیتاساری (INA) · برد ۷–۰ | ژنگ (CHN) · برد ۳–۱ | 1    |

### روئینگ
- تک نفره سنگین زنان: نازنین رحمانی: رتبه چهارم
- تک نفره سبک مردان: عاقل حبیبیان: رتبه چهارم
- چهارنفره جفت پاروی سبک‌وزن مردان: (خشایار عباس‌آبادی، سیاوش سعیدی، صابر نادری، مسعود فتحی): رتبه چهارم
- چهارنفره جفت پاروی سبک‌وزن زنان: (حمیرا برزگر، نازنین ملایی، مهسا جاور، سولماز عباسی): مدال برنز (هفت دقیقه و ۳۷ ثانیه و ۲۴ صدم ثانیه)
- روئینگ تک نفره زنان: نازنین رحمانی رتبه چهارم (۹ دقیقه و ۳۴ ثانیه)
- روئینگ چهار نفره سبک‌وزن زنان: سولماز عباسی، حمیرا برزگر، نازنین ملایی و مهسا جاور مدال برنز (۶ دقیقه و ۳۷ دقیقه و ۲۴ صدم ثاینه)
- روئینگ چهار نفره مردان: سیاوش سعیدی، خشایار عباس‌آبادی، مسعود فتحی و صابر نادری رتبه چهارم (۶ دقیقه و ۴۲ ثانیه و ۷۰ صدم ثانیه)
- روئینگ سبک‌وزن انفرادی مردان: عاقل حبیبیان رتبه چهارم (۷ دقیقه و ۲۷ ثانیه و ۶۷ صدم ثانیه)
- روئینگ انفرادی مردان: محسن شادی مدال طلا (۷ دقیقه و ۵ ثانیه و ۶۶ صدم ثانیه)
- روئینگ انفرادی زنان: سولماز عباسی مدال برنز (۷ دقیقه و ۵ ثانیه و ۶۶ صدم ثانیه)
- روئینگ دو نفره مردان: امیر راهنمای رونقی و مجتبی شجاعی مدال برنز (۶ دقیقه و ۳۳ ثانیه و ۲۲ صدم ثانیه)
- روئینگ هشت نفره مردان: سعید عادلی، یاسر جوهری، وحید جوهری، مسعود محمدی، افشار حیدری، اتابک پیش‌یار، فرهاد کربلایی، فرزاد کربلایی و کیهان شمس رتبه پنجم
- روئینگ چهار نفره زنان: مریم سعیدی، نازنین رحمانی، مهسا جاور و نازنین ملایی رتبه ششم

### قایق‌رانی بادبانی
| ورزشکار    | رویداد                          | مسیر | مسیر | مسیر | مسیر | مسیر | مسیر | مسیر | مسیر | مسیر | مسیر | مسیر | مسیر | امتیاز | رتبه نهایی |
| ورزشکار    | رویداد                          | ۱    | ۲    | ۳    | ۴    | ۵    | ۶    | ۷    | ۸    | ۹    | ۱۰   | ۱۱   | ۱۲   | امتیاز | رتبه نهایی |
| ---------- | ------------------------------- | ---- | ---- | ---- | ---- | ---- | ---- | ---- | ---- | ---- | ---- | ---- | ---- | ------ | ---------- |
| احمد احمدی | لیزر - قایق دینگی تک نفره مردان | ۱۰   | ۹    | ۸    | -    | ۷    | ۸    | ۹    | ۶    | ۹    | ۸    | ۸    | ۹    | ۹۱     | ۹          |

### تیراندازی
- تپانچه تیمی زنان (الهام هریجانی، سارینا قرابت و سارا میرابی): رتبه نهم
- تپانچه انفرادی زنان: سارا میرابی رتبه ۱۸، الهام هریجانی رتبه ۲۹، سارینا قرابت رتبه ۳۵
- تپانچه تیمی مردان (ابراهیم برخورداری، محمد احمدی و ابراهیم رحیمی): رتبه هفتم
- تپانچه انفرادی مردان: محمد احمدی رتبه ۱۱، ابراهیم برخورداری رتبه ۱۹ و ابراهیم رحیمی رتبه ۳۶
- تراپ مردان: سید بابک یگانه روح‌اللهی حذف در مرحله دوم مرحله
- تپانچه ۱۰ متر مردان (ابراهیم برخورداری، محمد احمدی و ابراهیم رحیمی): رتبه ۱۰
- تفنگ بادی تیمی ۱۰ متر زنان (نجمه خدمتی، الهه احمدی و نرجس امامقلی‌نژاد): مدال نقره
- تفنگ بادی انفرادی ۱۰ متر زنان: نجمه خدمتی مدال طلا
- تفنگ بادی انفرادی ۱۰ متر زنان: نرجس امامقلی‌نژاد مدال نقره
- تفنگ بادی انفرادی ۱۰ متر مردان: پوریا نوروزیان رتبه چهارم (۱۶۵٫۶ امتیاز)
- تفنگ خفیف درازکش ۵۰ متر زنان: مه‌لقا جام بزرگ رتبه چهارم (۶۲۰٫۲ امتیاز)
- تفنگ خفیف درازکش ۵۰ متر زنان: دینا فرزادخواه رتبه ۳۱ (۶۱۰٫۵ امتیاز)
- تفنگ خفیف درازکش ۵۰ متر زنان: الهه احمدی رتبه ۳۴ (۶۰۹٫۸ امتیاز)
- تفنگ خفیف درازکش ۵۰ متر تیمی زنان: رتبه هشتم
- ۵۰ متر تفنگ درازکش مردان: مهدی جعفری پویا رتبه ۱۷ (۶۱۷٫۸ امتیاز)
- ۵۰ متر تفنگ درازکش مردان: ساسان شهسواری رتبه ۲۵ (۶۱۴٫۴ امتیاز)
- ۵۰ متر تفنگ درازکش مردان: حسین باقری رتبه ۲۸ (۶۱۳٫۲ امتیاز)
- ۵۰ متر تفنگ درازکش تیمی مردان: رتبه ۷ (۱۸۴۵٫۴ امتیاز)
- سه وضعیت ۵۰ متر زنان: مه‌لقا جام‌بزرگ رتبه نهم
- سه وضعیت ۵۰ متر زنان: دینا فرزادخواه رتبه ۲۲
- سه وضعیت ۵۰ متر زنان: الهه احمدی رتبه ۲۹
- سه وضعیت ۵۰ متر تیمی زنان (دینا فرزادخواه، الهه احمدی و مه‌لقا جام‌بزرگ): رتبه هفتم
- سه وضعیت ۵۰ متر تیمی مردان (مهدی جعفری پویا، ساسان شهسواری و حسین باقری): رتبه هفتم
- سه وضعیت ۵۰ متر انفرادی مردان: ساسان شهسواری رتبه ۲۳ مرحله مقدماتی
- سه وضعیت ۵۰ متر انفرادی مردان: مهدی جعفری پویا رتبه ۲۴ مرحله مقدماتی
- سه وضعیت ۵۰ متر انفرادی مردان: حسین باقری رتبه ۳۲ مرحله مقدماتی

### تیس روی میز
| ورزشکار                    | رویداد        | ۱/۳۲ مرحله                                          | ۱/۱۶ مرحله                                               | ۱/۸ مرحله                                               | یک چهارم نهایی | نیمه نهایی | فینال | رتبه |
| -------------------------- | ------------- | --------------------------------------------------- | -------------------------------------------------------- | ------------------------------------------------------- | -------------- | ---------- | ----- | ---- |
| نوشاد عالمیان              | انفرادی مردان | رامائز (PAK) · برد ۴- ۰ · ۱۱-۶، ۱۱-۵، ۱۱-۴،۱۱-۷     | میزوتانی (JPN) · شکست ۱ - ۴ · ۴-۱۱, ۷-۱۱, ۱۱-۶٬۶-۱۱،۵-۱۱ | حذف                                                     | حذف            | حذف        | حذف   | حذف  |
| افشین نوروزی               | انفرادی مردان | عمر (YEM) · برد ۴- ۱ · ۱۱-۳، ۴-۱۱, ۱۱-۲، ۱۱-۳، ۱۱-۹ | نیوا (JPN) · شکست ۱ - ۴ · ۱۱-۸٬۵-۱۱, ۷-۱۱, ۹-۱۱،۱۱-۱۳    | حذف                                                     | حذف            | حذف        | حذف   | حذف  |
| افشین نوروزی نوشاد عالمیان | دو نفره مردان |                                                     | شمت (QAT) · النجار (QAT) · برد ۳- ۰ · ۱۱-۷، ۱۲-۱۰، ۱۱-۶  | لونگ (CHN) · ژانگ (CHN) · شکست ۰ - ۳ · ۴-۱۱, ۷-۱۱, ۳-۱۱ | حذف            | حذف        | حذف   | حذف  |

### تکواندو
مردان
| ورزشکار         | رویداد      | یک شانزدهم نهایی        | یک هشتم نهایی              | یک چهارم نهایی            | نیمه نهایی                   | فینال                       | رتبه |
| --------------- | ----------- | ----------------------- | -------------------------- | ------------------------- | ---------------------------- | --------------------------- | ---- |
| فرزان عاشورزاده | ۵۸- کیلوگرم | خلیفه (JOR) · برد ۹ - ۲ | کاراکت (THA) · برد ۱۱ - ۲  | ژائو (CHN) · برد ۱۱ - ۱۰  | وی (TPE) · برد ۱۳ - ۶        | مامایف (KAZ) · برد ۷ - ۴    | 1    |
| بهنام اسبقی     | ۶۸- کیلوگرم | استراحت                 | فان (VIE) · برد ۹ - ۰      | بخازی (LIB) · برد ۹ - ۰   | ساریمساکوف (KAZ) · برد ۷ - ۱ | هوانگ (CHN) · برد ۵ - ۴     | 1    |
| مسعود حجی زواره | ۷۴- کیلوگرم | استراحت                 | دونگ (VIE) · برد ۶ - ۰     | جاسوانت (IND) · برد ۸ - ۰ | موریسون (PHI) · برد ۵ - ۱    | رافالوویچ (UZB) · برد ۳ - ۲ | 1    |
| مهدی خدابخشی    | ۸۰- کیلوگرم |                         | آیریه (INA) · برد ۵ - ۱    | اباتا (JPN) · برد ۵ - ۱   | نگماتف (TJK) · برد ۷ - ۲     | رافالوویچ (UZB) · برد ۵ - ۱ | 1    |
| یوسف کرمی       | ۸۷- کیلوگرم |                         | بیکوزیف (UZB) · شکست ۴ - ۵ | حذف                       | حذف                          | حذف                         | حذف  |
| سجاد مردانی     | ۸۷+ کیلوگرم |                         | جو (KOR) · شکست ۵ - ۶      | حذف                       | حذف                          | حذف                         |      |

زنان
| ورزشکار      | رویداد      | یک شانزدهم نهایی           | یک هشتم نهایی                 | یک چهارم نهایی              | نیمه نهایی                 | فینال                    | رتبه |
| ------------ | ----------- | -------------------------- | ----------------------------- | --------------------------- | -------------------------- | ------------------------ | ---- |
| سوسن حاجی‌پور | ۵۳- کیلوگرم |                            | آلدانگورووا (KAZ) · برد ۹ - ۳ | پینگ (THA) · برد ۷ - ۶      | یون (TPE) · شکست ۰ - ۵     |                          | 3    |
| سمانه شش‌پری  | ۵۷- کیلوگرم | هالیندا (INA) · برد ۱۲ - ۶ | شاریپووا (TJK) · برد ۱۲ - ۰   | لی (KOR) · شکست ۱ - ۱۳      | حذف                        | حذف                      | حذف  |
| شکرانه ایزدی | ۶۷- کیلوگرم |                            | استراحت                       | لیو (MAC) · شکست ۷ - ۸      | حذف                        | حذف                      | حذف  |
| فاطمه روحانی | ۷۳- کیلوگرم |                            | استراحت                       | نورولاین (BRU) · برد ۱۹ - ۱ | الابرار (KUW) · برد ۱۶ - ۳ | سیومی (CAM) · شکست ۴ - ۷ | 2    |
| اکرم خدابنده | ۷۳+ کیلوگرم |                            | سورن (CAM) · برد ۸ - ۱        | ژونان (MAC) · برد ۱۴ - ۲    | لی (CHN) · شکست ۸ - ۱۰     | 2                        |      |

### والیبال
سالنی
مردان
| - عادل غلامی - شهرام محمودی - سعید معروف - محمد موسوی عراقی - میلاد عبادی‌پور - آرمین تشکری | - فرهاد قائمی - پوریا فیاضی - مهدی مهدوی - فرهاد ظریف - امیر غفور - مجتبی میرزاجان‌پور |

گروه C
|      |         |          | مسابقات | مسابقات | ست‌ها | ست‌ها | ست‌ها   | امتیازها | امتیازها | امتیازها |
| رتبه | تیم     | امتیازها | برد     | باخت    | برد  | باخت | نسبت   | برد      | باخت     | نسبت     |
| ---- | ------- | -------- | ------- | ------- | ---- | ---- | ------ | -------- | -------- | -------- |
| ۱    | ایران   | ۹        | ۳       | ۰       | ۹    | ۰    | بیشینه | ۲۲۵      | ۱۵۷      | ۱٫۴۳۳    |
| ۲    | هند     | ۶        | ۲       | ۱       | ۶    | ۴    | ۱٫۵۰۰  | ۲۳۵      | ۲۰۱      | ۱٫۱۶۹    |
| ۳    | هنگ کنگ | ۳        | ۱       | ۲       | ۴    | ۶    | ۰٫۶۶۷  | ۲۰۰      | ۲۳۲      | ۰٫۸۶۲    |
| ۴    | مالدیو  | ۰        | ۰       | ۳       | ۰    | ۹    | ۰٫۰۰۰  | ۱۵۵      | ۲۲۵      | ۰٫۶۸۹    |

| تاریخ      | زمان  | ورزشگاه |         | امتیاز |        | ست ۱  | ست ۲  | ست ۳  | ست ۴ | ست ۵ | مجموع | گزارش |
| ---------- | ----- | ------- | ------- | ------ | ------ | ----- | ----- | ----- | ---- | ---- | ----- | ----- |
| ۲۵ سپتامبر | ۱۷:۰۰ | SOG     | هنگ کنگ | ۰–۳    | ایران  | ۱۶–۲۵ | ۱۷–۲۵ | ۱۲–۲۵ |      |      | ۴۵–۷۵ |       |
| ۲۶ سپتامبر | ۱۷:۰۰ | SOG     | ایران   | ۳–۰    | هند    | ۲۲-۲۵ | ۲۲-۲۵ | ۱۸-۲۵ |      |      | ۶۲-۷۵ |       |
| ۲۷ سپتامبر | ۱۵:۰۰ | ASG     | ایران   | ۳–۰    | مالدیو | ۲۵–۱۰ | ۲۵–۱۹ | ۲۵–۲۱ |      |      | ۷۵–۵۰ |       |

مرحله حذفی
گروه E
|      |           |          | مسابقات | مسابقات | ست‌ها | ست‌ها | ست‌ها  | امتیازها | امتیازها | امتیازها |
| رتبه | تیم       | امتیازها | برد     | باخت    | برد  | باخت | نسبت  | برد      | باخت     | نسبت     |
| ---- | --------- | -------- | ------- | ------- | ---- | ---- | ----- | -------- | -------- | -------- |
| ۱    | ایران     | ۹        | ۳       | ۰       | ۹    | ۱    | ۹٫۰۰۰ | ۲۴۸      | ۲۰۲      | ۱٫۲۲۸    |
| ۲    | کرهٔ جنوبی | ۶        | ۲       | ۱       | ۷    | ۳    | ۲٫۳۳۳ | ۲۳۶      | ۲۲۶      | ۱٫۰۴۴    |
| ۳    | هند       | ۰        | ۰       | ۲       | ۰    | ۶    | ۰٫۰۰۰ | ۱۲۷      | ۱۵۲      | ۰٫۸۳۶    |
| ۴    | قطر       | ۰        | ۰       | ۲       | ۰    | ۶    | ۰٫۰۰۰ | ۱۱۹      | ۱۵۰      | ۰٫۷۹۳    |

| تاریخ      | زمان  | ورزشگاه |           | امتیاز |       | ست ۱  | ست ۲  | ست ۳  | ست ۴  | ست ۵ | مجموع | گزارش |
| ---------- | ----- | ------- | --------- | ------ | ----- | ----- | ----- | ----- | ----- | ---- | ----- | ----- |
| ۲۸ سپتامبر | ۱۲:۰۰ | SOG     | قطر       | ۰–۳    | ایران | ۱۹–۲۵ | ۱۸–۲۵ | ۱۹–۲۵ |       |      | ۵۶–۷۵ |       |
| ۲۹ سپتامبر | ۱۷:۰۰ | SOG     | کرهٔ جنوبی | ۱–۳    | ایران | ۲۱–۲۵ | ۱۹–۲۵ | ۲۵–۲۳ | ۱۹–۲۵ |      | ۸۴–۹۸ |       |

یک چهارم نهایی
| تاریخ   | زمان  | ورزشگاه |       | امتیاز |      | ست ۱  | ست ۲  | ست ۳  | ست ۴ | ست ۵ | مجموع | گزارش |
| ------- | ----- | ------- | ----- | ------ | ---- | ----- | ----- | ----- | ---- | ---- | ----- | ----- |
| ۱ اکتبر | ۱۹:۳۰ | SOG     | ایران | ۳–۰    | کویت | ۲۵–۲۱ | ۲۵–۱۸ | ۲۵–۱۴ |      |      | ۷۵–۵۳ |       |

نیمه نهایی
| تاریخ   | زمان  | ورزشگاه |       | امتیاز |     | ست ۱  | ست ۲  | ست ۳  | ست ۴ | ست ۵ | مجموع | گزارش |
| ------- | ----- | ------- | ----- | ------ | --- | ----- | ----- | ----- | ---- | ---- | ----- | ----- |
| ۲ اکتبر | ۱۶:۳۰ | SOG     | ایران | ۳–۰    | چین | ۲۵–۱۵ | ۲۵–۱۵ | ۲۵–۱۹ |      |      | ۷۵–۴۹ |       |

فینال
| تاریخ   | زمان  | ورزشگاه |      | امتیاز |       | ست ۱  | ست ۲  | ست ۳  | ست ۴  | ست ۵ | مجموع  | گزارش |
| ------- | ----- | ------- | ---- | ------ | ----- | ----- | ----- | ----- | ----- | ---- | ------ | ----- |
| ۳ اکتبر | ۱۹:۳۰ | SOG     | ژاپن | ۱–۳    | ایران | ۲۶-۲۸ | ۲۵-۲۳ | ۱۹-۲۵ | ۱۹-۲۵ |      | ۸۹-۱۰۱ |       |

### وزنه‌برداری
| ورزشکار            | رویداد       | یک‌ضرب | دو ضرب  | مجموع | رتبه  |
| ------------------ | ------------ | ----- | ------- | ----- | ----- |
| مجید عسکری         | ۵۶ کیلوگرم   | ۱۲۴   | ۱۴۶     | ۲۷۰   | ۶     |
| جابر بهروزی        | ۶۹ کیلوگرم   | ۱۴۴   | خطا     | حذف   | حذف   |
| رسول تقیان چادگانی | ۸۵ کیلوگرم   | ۱۶۳   | ۲۰۵     | ۳۶۸   | چهارم |
| کیانوش رستمی       | ۸۵ کیلوگرم   | ۱۷۲   | ۲۰۸     | ۳۸۰   | نقره  |
| نواب نصیرشلال      | ۱۰۵ کیلوگرم  | ۱۸۱   | خطا     | حذف   | حذف   |
| بهادر مولایی       | +۱۰۵ کیلوگرم | ۱۷۷   | مصدومیت | حذف   | حذف   |
| بهداد سلیمی        | +۱۰۵ کیلوگرم | ۲۱۰   | ۲۵۵     | ۴۶۵   | طلا   |

### کشتی
آزاد مردان
| ورزشکار          | رویداد      | یک هشتم نهایی                      | یک چهارم نهایی                        | نیمه نهایی                        | فینال                               | رتبه |
| ---------------- | ----------- | ---------------------------------- | ------------------------------------- | --------------------------------- | ----------------------------------- | ---- |
| حسن رحیمی        | ۵۷ کیلوگرم  | اسمات نادربک اولو (KGZ) · برد ۱۰–۰ | جونسیک یون (KOR) · شکست -–۱           | حذف                               | حذف                                 | ۷    |
| مسعود اسماعیل‌پور | ۶۱ کیلوگرم  | جمشید کجائف (UZB) · برد ۱۱ - ۱     | لی سیونگ-چول (KOR) · برد ۷ - ۲        | دائولت نیازبکوف (KAZ) · برد ۸ - ۳ | بجرانگ کومار (IND) · برد ۶ - ۴      | 1    |
| مصطفی حسین‌خانی   | ۷۰ کیلوگرم  | عظمت عمرژانوف (KAZ) · برد ۵–۱      | تاکافومی کوجیما (JPN) · شکست ۳-۳      | حذف                               | حذف                                 | ۷    |
| عزت‌الله اکبری    | ۷۴ کیلوگرم  | استراحت                            | محمد اسد بوت (PAK) · برد ۱۰–۰         | سانگ‌کیو لی (KOR) · برد ۴–۳        | رشید قربانف (UZB) · شکست ۲–۳        | 2    |
| میثم مصطفی جوکار | ۸۶ کیلوگرم  | ژانگ فنگ (CHN) · برد ۱۱–۱          | پاوان کومار (IND) · برد ۱۰–۰          | گوان‌اوک کیم (KOR) · برد ۴–۱       | یسبولات نورزومبایف (KAZ) · برد ۱۴–۴ | 1    |
| رضا یزدانی       | ۹۷ کیلوگرم  | استراحت                            | خودربولگا دورجخاندین (MGL) · برد ۶–۰  | یون چان-اوک (KOR) · برد ۶–۱       | ماگومد موسائف (KGZ) · برد ۱۴–۴      | 1    |
| پرویز هادی       | ۱۲۵ کیلوگرم | ژیوی دنگ (CHN) · برد ۱۱–۱          | یارگالسایخان اولونبات (MGL) · برد ۴–۰ | نام کونگ-جین (KOR) · برد ۹–۱      | دولت شبان‌بای (KAZ) · برد ۶–۱        | 1    |

فرنگی مردان
| ورزشکار          | رویداد      | یک هشتم نهایی                    | یک چهارم نهایی                    | شانس مجدد                         | نیمه نهایی                        | رده‌بندی برنز                        | فینال                             | رتبه |
| افشین بیابانگرد  | ۶۶ کیلوگرم  | روسلان تسارف (KGZ) · 'برد ۸–۰    | هان‌سو ریو (KOR) · 'شکست ۰–۳       | پان چنگ (CHN) · 'برد ۵–۳          |                                   | المورات تاسمورادوف (UZB) · 'برد ۷–۱ |                                   | 3    |
| سعید عبدولی      | ۷۱ کیلوگرم  |                                  | ماخات یرژیپوف (KAZ) · برد ۴–۱     |                                   | جونگ جی-هیون (KOR) · شکست ۶ –۹    | کریشان کانت یاداو (IND) · برد ۶–۰   |                                   | 3    |
| پیام بویری       | ۷۵ کیلوگرم  | نوربیک خاشیمبکوف (UZB) · برد ۹–۵ | گوربریت سینگ (IND) · برد ۷–۲      |                                   | تاکهیرو تاناکوبو (JPN) · شکست ۱-۱ | اتاییف امانلی (TKM) · برد ۹–۰       |                                   | 3    |
| حبیب‌الله اخلاقی  | ۸۰ کیلوگرم  |                                  | جعفر خان (QAT) · برد ۹–۱          |                                   | بسیکی سالدادزه (UZB) · برد ۹–۰    |                                     | تسوکاسا تسوروماکی (JPN) · برد ۳–۱ | 1    |
| مجتبی کریم‌فر     | ۸۵ کیلوگرم  | عبدالله شاهین (JOR) · برد ۸–۰    | لی سی-یئول (KOR) · باخت ۵خطا–۳    | تایچی اوکا (JPN) · برد ۳–۰        |                                   | عزت بیشبیکوف (KGZ) · برد ۳–۰        |                                   | 3    |
| مهدی علیاری      | ۹۸ کیلوگرم  | Bye                              | نوزات صالح (SYR) · برد' ۹–۰       |                                   | یرولان ایسکاکوف (KAZ) · برد ۳–۱   |                                     | دی ژیائو (CHN) · برد ۸–۰          | 1    |
| بشیر باباجان‌زاده | ۱۳۰ کیلوگرم | دارمندار دالال (IND) · برد ۸–۰   | نورماخان تینالیف (KAZ) · شکست ۰–۱ | آبروربک ماماسولیف (UZB) · برد ۵–۰ |                                   | مراد رامانوف (KGZ) · برد ۴–۱        |                                   | 3    |

### ووشو
| ورزشکار         | رویداد     | یک هشتم نهایی            | یک چهارم نهایی             | نیمه نهایی                  | فینال                            | رتبه |
| --------------- | ---------- | ------------------------ | -------------------------- | --------------------------- | -------------------------------- | ---- |
| اکبر محمدزاده   | ۵۶ کیلوگرم | ژائو (CHN) · شکست ۰–۲    | حذف                        | حذف                         | حذف                              |      |
| محسن محمدسیفی   | ۶۵ کیلوگرم | تابوگور (PHI) · برد ۱–۰  | بوژوئف (KGZ) · برد ۲–۰     | هونگسینگ چن (CHN) · برد ۲–۰ | لیونشو (KAZ) · برد ۲–۰           | طلا  |
| سجاد عباسی امیر | ۷۰ کیلوگرم |                          | یومانیازوف (TKM) · برد ۲–۰ | سانگون یو (KOR) · شکست ۱–۲  |                                  | برنز |
| حمیدرضا لادور   | ۷۵ کیلوگرم | ماهارجان (NEP) · برد ۲–۰ | محمد حسین (JOR) · برد ۲–۱  | تورسینکولوف (KAZ) · برد ۲–۰ | میئونگجین کیم (KOR) · شکست ۱ - ۲ | نقره |

| ورزشکار       | رویداد    | نتیجه | رتبه |
| ------------- | --------- | ----- | ---- |
| احسان پیغمبری | Changquan | ۹٫۵۱  | ۶    |
| فرشاد عربی    | Nanquan   | ۹٫۵۳  | ۸    |
| فرشاد عربی    | Nangun    | ۹٫۶۳  | ۴    |

| ورزشکار          | رویداد     | یک هشتم نهایی          | یک چهارم نهایی         | نیمه نهایی          | فینال                 | رتبه |
| ---------------- | ---------- | ---------------------- | ---------------------- | ------------------- | --------------------- | ---- |
| الهه منصوریان    | ۵۲ کیلوگرم | هرتاتی (INA) · برد ۲–۰ | گورونگ (NEP) · برد ۲–۰ | کیم (KOR) · برد ۲–۰ | ژانگ (CHN) · شکست ۰-۲ | نقره |
| شهربانو منصوریان | ۶۰ کیلوگرم |                        | وانگ (CHN) · شکست ۰–۲  | حذف                 | حذف                   |      |

| ورزشکار     | رویداد    | نتیجه | رتبه |
| ----------- | --------- | ----- | ---- |
| حمیده برخور | Taijijian | ۸٫۳۳  | ۱۰   |
| حمیده برخور | Taijiquan | ۹٫۱۳  | ۱۰   |